# Membrane suprapleurale
La membrane suprapleurale est une partie du fascia endothoracique. Elle correspond à un épaississement fibreux de ce dernier au niveau de l'ouverture supérieure du thorax.

## Description
La membrane suprapleurale recouvre le sommet des poumons.
Sa face supérieure répond à la paroi et aux organes du médiastin.
Elle forme un dôme au-dessus de ouverture supérieure du thorax.
Elle s'attache au bord interne de la première côte et aux apophyses transverses de la vertèbre cervicale C7.
Elle participe à la constitution du septum fibreux cervico-thoracique.

## Rôle
La membrane suprapleurale rigidifie l'entrée supérieure du thorax.
Elle protège l'apex du poumon et le fascia cervical.
Elle contribue à résister aux changements de pression intrathoracique dues à l'expiration et à l'inspiration, empêchant la propagation de ces changements à la zone cervicale.

## Aspect clinique
Une lésion de la membrane suprapleurale peut entraîner la formation d'une hernie du fascia cervical.